# Apple Cinema Display

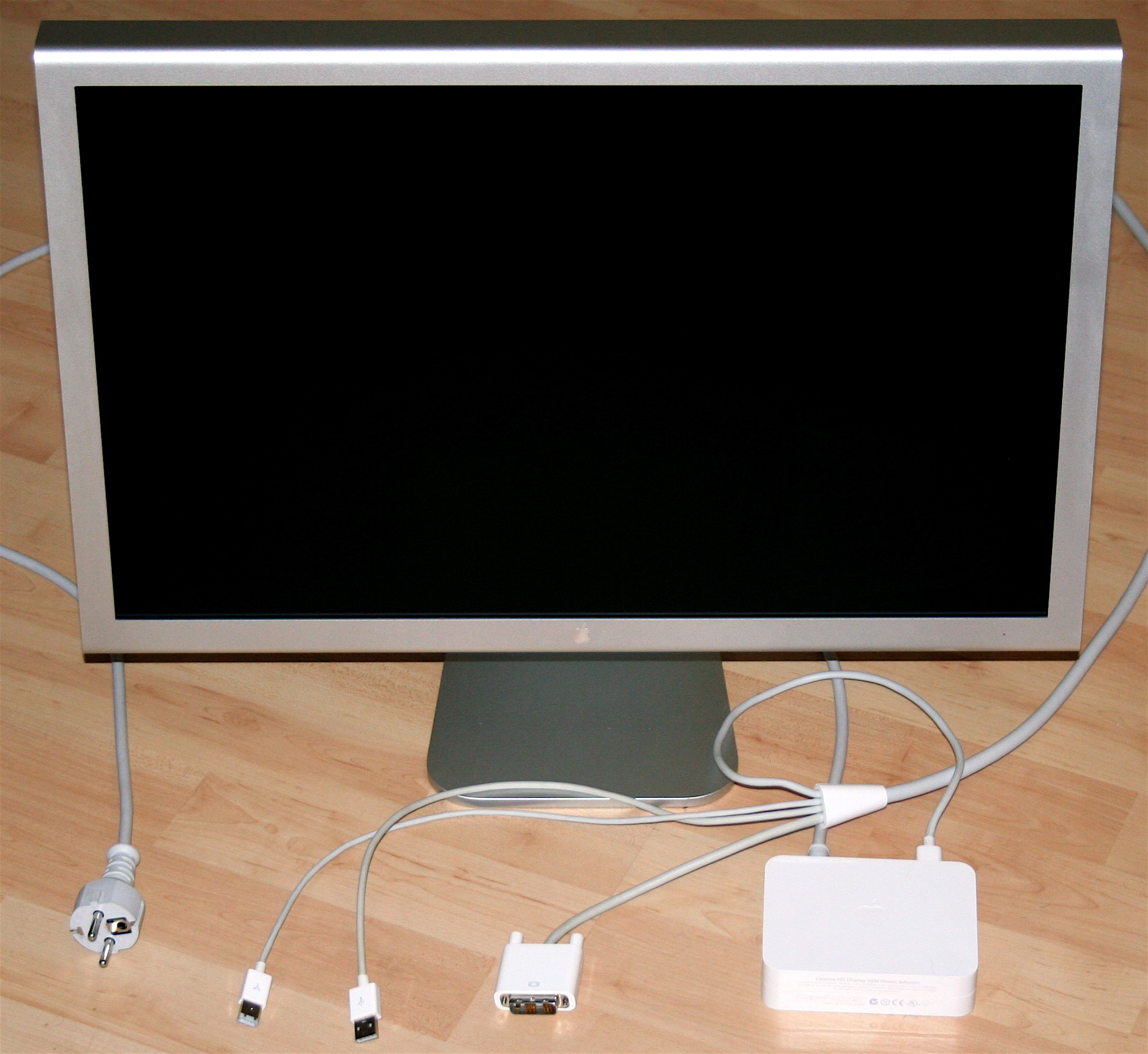
23 tums Apple Cinema Display

Apple Cinema Display är en serie LCD-skärmar tillverkade av det amerikanska hemelektronikföretaget Apple.